# Trajan Langdon
Trajan Shaka Langdon (* 13. Mai 1976 in Palo Alto, Kalifornien) ist ein ehemaliger US-amerikanischer Basketballspieler.

## Leben

### Jugend und College
Trajan Langdon wurde 1976 in Palo Alto geboren, wo sein Vater, der Anthropologe Stephen J. Langdon, zu jener Zeit Promotionsstudent an der Stanford University war, und wuchs in Anchorage, Alaska auf. Nach seinem Schulabschluss versuchte Langdon sich mehrfach als Baseballspieler in Minor Leagues, konzentrierte sich letztendlich aber auf seine Basketballkarriere an der Duke University. 1999 führte er die Duke Blue Devils ins Endspiel der NCAA Division I Basketball Championship, das jedoch gegen die UConn Huskies, die Mannschaft der University of Connecticut, verloren wurde. Nach fünf Jahren an der Duke University machte er seinen Abschluss in Mathematik und Geschichte und kam automatisch in den NBA-Draft.

### Professionelle Karriere

#### Vereine
Nach seiner Collegezeit wurde Trajan Langdon 1999 als insgesamt elfter Spieler im Draft-Verfahren der NBA von den Cleveland Cavaliers ausgewählt. Somit wurde er der erste Spieler der NBA-Geschichte, der seinen High-School-Abschluss in Alaska gemacht hatte. In Cleveland spielte er insgesamt drei Jahre, kam aber über den Status eines Ergänzungsspielers nicht hinaus. Danach wechselte Langdon nach Europa und spielte je ein Jahr für Benetton Treviso in Italien, Efes Pilsen in der Türkei und Dynamo Moskau. 2005 wechselte er zum Stadtnachbarn ZSKA, wo er bis zum Ende seiner Karriere blieb. Während dieser Zeit wurde er sechsfacher russischer Meister und dreifacher Pokalsieger, zweifacher Sieger der EuroLeague, Gewinner des VTB PromoCups 2008 und der VTB-League-Saison 2009/2010. Zu den persönlichen Erfolgen während seiner ZSKA-Zeit gehörten die Wahl zum MVP der Final Four der EuroLeague 2008 und der Sieg im 3-Punkte-Wettbewerb im Rahmen des All-Star-Games der PBL der Saison 2011. Nach dem Sieg in der russischen Meisterschaft 2011 erklärte er seine Spielerkarriere für beendet.

#### Wettbewerbe
Trajan Langdon spielte in der Zeit von 2002 bis 2011 mit drei verschiedenen Mannschaften insgesamt acht Spielzeiten in der EuroLeague, die er mit ZSKA 2006 und 2008 gewinnen konnte. Mit Dynamo Moskau nahm er 2004–2005 am ULEB Eurocup teil. Neben diesen europäischen Wettbewerben spielte er mit ZSKA 2008–2011 in der VTB United League.

#### Nationalmannschaft
Wegen des NBA-Lockouts 1998 und des daraus resultierenden Ausschlusses von NBA-Profis wurde Trajan Langdon in den Kader der US-Nationalmannschaft berufen, mit der er bei der Basketball-WM 1998 in Griechenland den dritten Platz belegte.

### Nach der Spielerlaufbahn
Im Anschluss an seine Karriere als Spieler war Langdon von 2012 bis 2015 als Talentsichter bei den San Antonio Spurs tätig. Anschließend war er bei den Cleveland Cavaliers ein Jahr lang für Spielerbelange zuständig. Von 2016 bis 2019 arbeitete er bei den Brooklyn Nets als Assistent des Managers. Im Mai 2019 wurde er General Manager der New Orleans Pelicans.
Am 31. Mai 2024 wurde er von den Detroit Pistons eingestellt und zum President of basketball operations ernannt.

## Auszeichnungen und Erfolge

### Mit der Mannschaft
- Meister und Pokalsieger Italien mit Benetton Treviso: 2003
- Meister und Pokalsieger Türkei mit Efes Pilsen: 2004
- Meister Russland mit ZSKA (6×): 2006–2011
- Pokalsieger Russland mit ZSKA (3×): 2006, 2007, 2010
- Sieger der EuroLeague mit ZSKA (2×): 2006, 2008
- Sieger der VTB United League mit ZSKA (2×): 2008 (PromoCup), 2010

### Persönliche Auszeichnungen
- MVP des Final Four Turniers der Saison 2007–2008 in der EuroLeague
- MVP des 3. Spieltags der Saison 2010–2011 in der VTB